# Вакиль
Вакиль (векиль, араб. وكيل‎, мн. вукела, араб. وكلاء‎) — человек, которому что-нибудь поручается, вверяется, особенно в отсутствии; поверенный в делах, стряпчий попечитель, адвокат, уполномоченный, заместитель; и в дальнейшем значении — высокий сановник, хранитель, правитель, наместник.
В значении хранитель, правитель, наместник название вакиль употреблялось в XIX веке преимущественно в Иране и Османской империи, где означало род должности, и потому и встречается часто в описаниях европейских путешественников. Векили Мутлак («абсолютный представитель») был титул первого сановника при дворе, и значит хранитель власти или полномочный правитель. Когда великому визирю вверялось начальство над войсками султана, он принимал титул Векили Мутлак, или неограниченного представителя султана.
В бывшем лейб-гвардии Кавказском эскадроне Собственного Его Императорского Величества Конвоя и Дагестанском конном полку название векиль носили урядники.
У некоторых кочевых народов Средней Азии вакиль — название родовых старшин. Институт вакилей сохранился к 1930-м годам на территории СССР только у туркменского племени йомуды (в Ташаузском округе Туркменской ССР), а в северном Афганистане — у туркмен и полукочевых узбеков. Вакили не пользовались неограниченной властью, а являлись доверенным родовой общины, выборным старостой аула или уполномоченным для сношений с высшей администрацией. Иногда термин вакиль применялся вообще к низовой сельской администрации. В Бухарской народной советской республике (1920—1925) вакилем назывался даже районный военный комиссар.